# Zygmunt Ginter

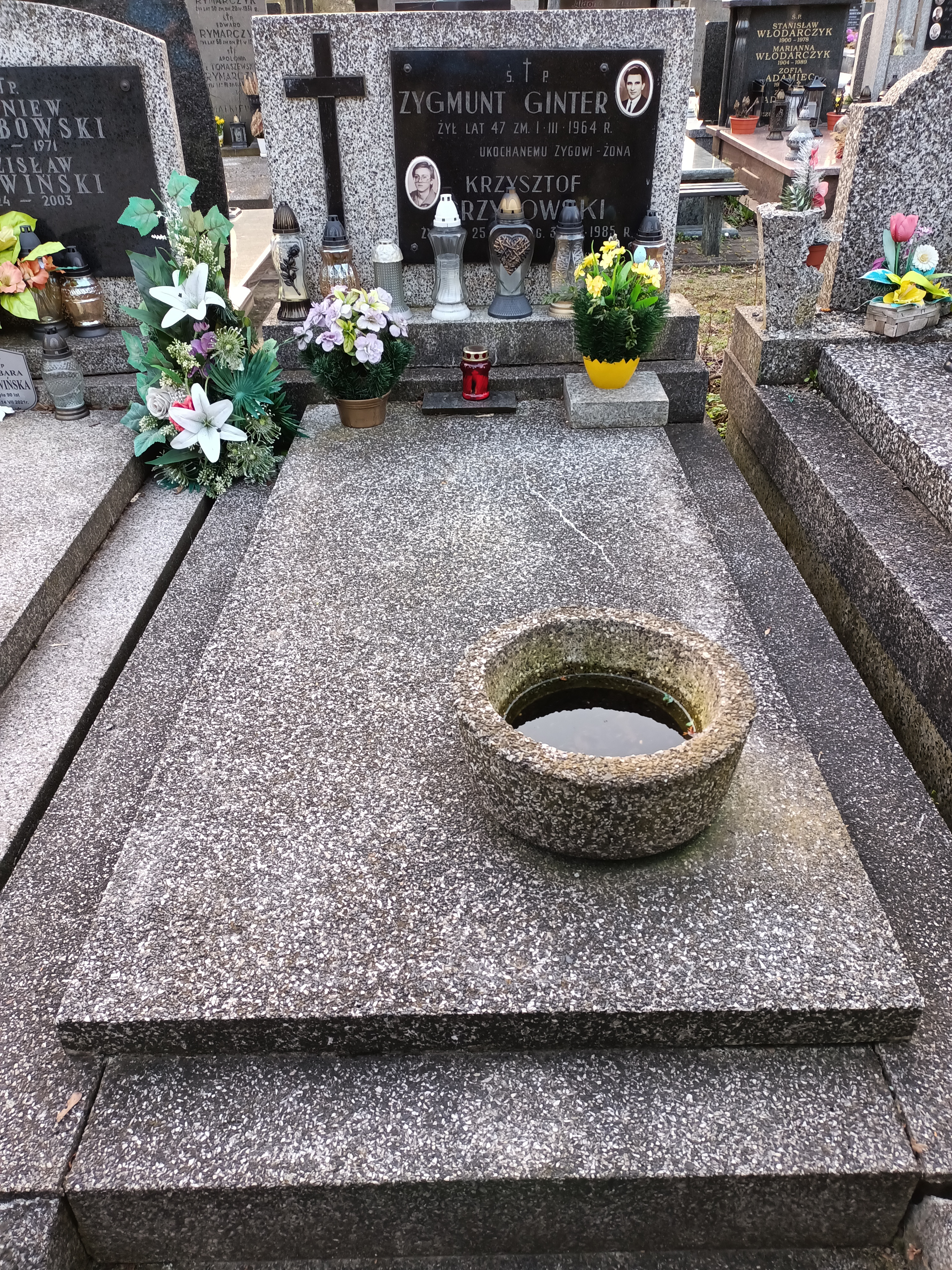
Grób Zygmunta Gintera na Cmentarzu Bródnowskim

Zygmunt Ginter (ur. 12 marca 1916 w Rudnie, zm. 1 marca 1964 w Warszawie) – polski hokeista, olimpijczyk.
Przed wojną zawodnik, napastnik Ogniska Wilno. Po wojnie reprezentował barwy Legii Warszawa. 
W reprezentacji Polski wystąpił 9 razy. Był w składzie kadry na Igrzyska Olimpijskie w Sankt Moritz w 1948. W ostatniej chwili zastąpił w niej Tadeusza Dolewskiego. Pochowany na cmentarzu Bródnowskim w Warszawie (kwatera 69E-1-30).